# Patrice Perrot
Pour les articles homonymes, voir Perrot.
Patrice Perrot, né le 24 février 1964 à Decize dans la Nièvre, est un chef d'entreprise et homme politique français, membre de La République en marche. Il est député de 2017 à 2024.

## Biographie
Patrice Perrot est le fils de François Perrot, suppléant et remplaçant de Christian Paul à l'Assemblée nationale.
Il dirige une société de transport ambulancier.
Membre de La République en marche, il est élu député de la deuxième circonscription de la Nièvre lors des élections législatives de 2017 face au sortant Christian Paul avec 54,62 % des voix,.
Début 2018, Patrice Perrot s'oppose à une proposition de la majorité, dont il fait partie, qui a pour but de baisser la vitesse maximale de 90 à 80 kilomètres par heure. Il dit avoir « le sentiment qu'on agit pas suffisamment sur l'éducation » et craint « que le fait d'abaisser la limitation de vitesse rende les comportements déjà existants encore plus agressifs ».
Au cours de la législature, il rejoint Territoires de progrès, parti fondé en 2020 pour représenter l'aile gauche de la majorité présidentielle.
Il est réélu député dans une trianglaire au deuxième tour lors des élections législatives de 2022 avec 36,59 % des voix contre 36,34 % pour le candidat du RN et 27,07 % pour la candidate de la NUPES.
Il ne se représente pas lors des élections législatives de 2024.